# サワー・マッシュ

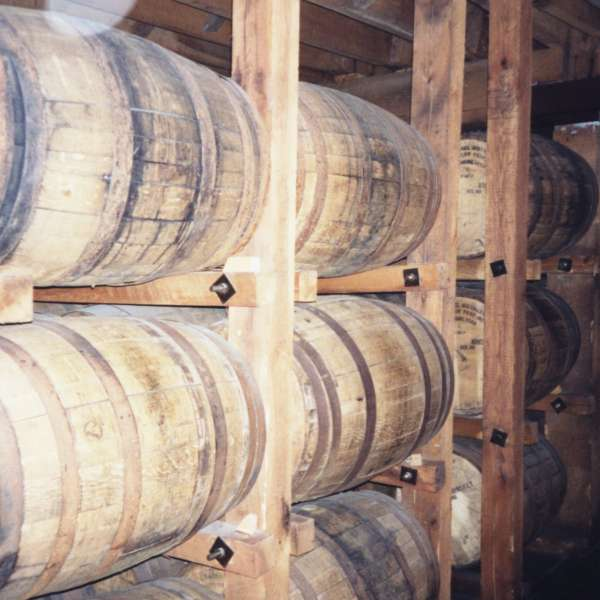
サワー・マッシュ・ウイスキーの樽 （貯蔵状態）

サワー・マッシュ（英語： Sour mash ）は、蒸留製造産業におけるウイスキー製造プロセスの名称である。サワードウ・ブレッドの製造過程に類似しているので、この名で呼ばれる。このプロセスは、スコットランド人化学者であるジェイムズ・C・クロウが、ケンタッキー州ウッドフォード郡のオールド・オスカー・ペッパー蒸留製造所（現在は、ウッドフォード・リザーヴ蒸留製造所、EN）で働いていたとき、開発したものである。

## 概要
しばしば間違って考えられているが、サワー・マッシュはウイスキーの風味の一種ではない。ウイスキーがサワー・マッシュ過程にあるとき、古い、または「酸敗した（sour）」マッシュ EN の一部（上澄み液）が、新しいマッシュに加えられる（古いマッシュはまた、使い終わって古くなったグレインが家畜の飼料原料として利用されるため、「飼料マッシュ」とも呼ばれる）。マッシュ過程（マッシング、EN）は、実質的なウイスキーの製造原料であるグレインを麦芽と共に湯に混ぜ、糖化させるプロセスである。
通常、複数種類の穀物のグレイン（穀粒）を細かく砕いたもの（挽き割り）を湯に混合して、どろどろの液状物質を造る。蒸留酒製造業やビール製造業で「マッシュ」と呼ぶのは、この液状物質のことである。バーボンの場合は、原料グレインとしてコーンつまりトウモロコシを主として使い、各種の穀粒（大麦や小麦等）と共に湯に混ぜてマッシュを造る。これに対し、ライ麦を主要な原料グレインとしたものが、ライ・ウイスキーである。コーンを原料グレインとして使う場合も、マッシュにおいて80%以上がコーンのものは、バーボンとは呼ばず、コーン・ウイスキー EN と呼ぶ。
サワー・マッシュ・プロセスは、リカーの品質を改善し一貫性ある安定したものにするため行われ、これによって、すべてのボトルの味わいが、可能な限りに同じものへと近づく。サワー・マッシュを使うことで導入される酸は、ウイスキーを変質させる可能性を持つ細菌の繁殖をコントロールする。サワー・マッシュは、バーボン・ウイスキーやテネシー・ウイスキー EN においては一般的である。サワー・マッシュ・ウイスキーのよく知られた例は、ジャック・ダニエルズ EN やジム・ビームである。

## サワー・マッシュ・ウイスキーの銘柄
- エンシェント・エイジ EN
- ベーシル・ヘイデン EN
- エヴァン・ウイリアムス EN
- エズラ・ブルックス EN
- ジョージ・ディッケル EN
- ノブ・クリーク EN
- メーカーズ・マーク EN
- オールド・クロウ EN
- レベル・イェール EN
- テン・ハイ EN
- ワイルド・ターキー EN
- ウッドフォード・リザーヴ EN

## その他
ジャガイモをすり潰したものをマッシュポテトと日本語で言うが、これは英語の mashed potato EN から来ており、ウイスキーやビールなどの酒造業における、上のマッシュと同じ起源の言葉である。